# 奪回夜晚

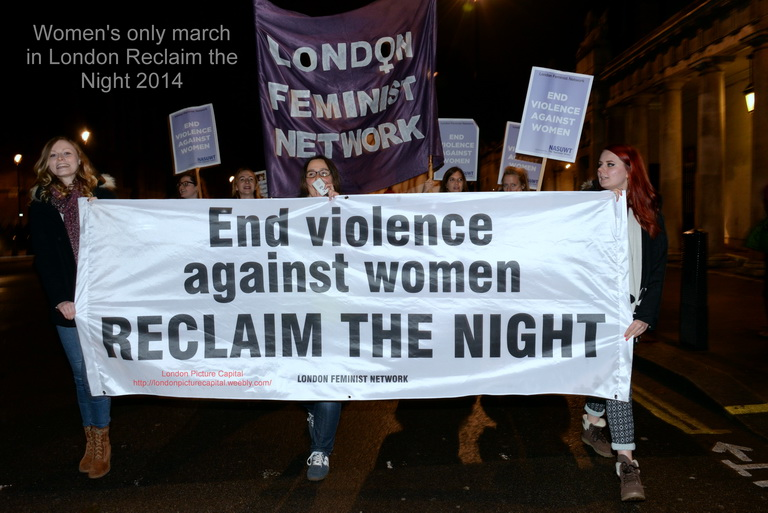
2014年11月，婦女在倫敦市中心遊行

奪回夜晚（英語：Reclaim the Night）是一場於1977年起源於利兹的運動，作為婦女解放運動的一部分，在整個英格蘭舉行，直到1990年代。遊行要求婦女能夠在夜間自由穿行於公共空間。後來，這個運動得到復興，每年會舉辦全國性的遊行，抗議針對婦女的強姦和暴力。

## 歷史
夜晚反暴行行動（Reclaim the Night marches）是英格蘭婦女解放運動的一部分。靈感來自於1976年在布魯塞爾舉行的一次遊行，根據歷史學家芬恩·麥凱的說法，這是「第一次有記錄的有組織的城市女性夜間遊行，抗議男性對女性的暴力行為」。1977年4月30日，德國許多城市同步舉行抗議強暴和對婦女暴力的遊行。1977年7月，在愛丁堡舉行的一次上激進女性主義大會（Radical Feminism in Edinburgh）討論在英國舉行遊行的想法。利茲的女性主義者出席會議，並由利茲革命女性主義小組組織了第一次夜晚反暴行遊行。1977年遊行的其中一位共同創始人是阿爾·加斯維特（Al Garthwaite），後來成為利茲市議員。

### 1977年在利茲的遊行
第一次夜晚反暴行抗議於1977年11月12日在利茲舉行。該遊行部分是對彼得·薩特克利夫案件的回應，以及回應警方要求婦女在天黑後不要進入公共場所的做法。利茲的婦女當晚在其他城市也舉行了十幾次遊行。這些城市包括約克、布里斯托爾、布萊頓、紐卡斯爾、布拉德福德、曼徹斯特、蘭開斯特和倫敦。在利茲，遊行在兩個地點開始：查普爾敦和伍德豪斯草坪各有一場。查普爾敦遊行約有30名婦女參與；而伍德豪斯遊行則有85人參加。這些遊行最後匯聚在市政廣場。婦女們舉著「婦女無宵禁—男人宵禁」（Curfew on Women - Curfew on Men）的標語。

## 時間軸

### 1978年9月
在1978年10月，一次在倫敦蘇豪區的遊行導致婦女受傷，13名婦女在與警察發生「衝突」後被拘留。1979年1月，蘇豪區舉行的另一次遊行有2,000名婦女參加。一些參與者不認同部分參與者的激進策略，有時會「向無辜的男性旁觀者嘶嘶聲和咒罵」，並高喊「给男性下宵禁令」（Curfew for Men）「让強暴者死」（Death to Rapists）和「閹割男人」（Castrate Men）。其他人則強調婦女能夠團結起來呼籲反對暴力和強姦，並重新佔領公共空間的重要性。

### 1980年代
1987年，貝爾法斯特舉行了一次夜晚反暴行抗議。遊行走向市政廳，由貝爾法斯特強奸中心（Belfast Rape Centre）和斯特蘭米利斯學院（e）的婦女組成。

### 1990年代
這些遊行活動大約在1990年代左右停止。1977年利茲夜晚反暴行遊行的共同創始人阿爾·加斯維特（Al Garthwaite）將活動減少歸因於兩個問題：「逐漸地，最初的活躍份子開始找工作，時間變少了，而且隨着戴卓爾主義開始發揮作用，出現了壓迫的一般氣氛。」

### 2000年代
女性們決定在2004年恢復這個運動組織。當年，在倫敦只有30名婦女參加，但到了2005年，約有1,000名婦女參加抗議活動。作為對五名妓女被謀殺的回應，伊普斯威奇舉辦了一次夜晚反暴行抗議活動，有200至300人參加。2009年10月，伯明翰舉行第一次夜晚反暴行抗議遊行。

### 2010年代
2010年11月，倫敦和利茲舉行抗議遊行。在倫敦，超過2500名婦女穿過城市遊行，隨後的一周，有200多名婦女在利茲抗議。
2013年，諾咸頓的第一次夜晚反暴行抗議遊行允許男性和女性參加。這次遊行也旨在為諾咸頓強姦和亂倫中心（Northamptonshire Rape and Incest Centre）提高知名度。
2017年11月25日，受＃MeToo運動啟發，數百名婦女在英國倫敦、布里斯托尔和紐卡斯爾舉行遊行。

### 2020年代
在2021年，利茲夜晚反暴行活動（Reclaim the Night Leeds）嘗試舉行一場紀念莎拉·埃弗拉德的燭光守夜。然而，警方阻止了實體集會，導致抗議活動轉為虛擬形式，並在線上進行。今次活動吸引超過28,000名參與者，並通過Facebook、Twitter和Instagram等多個社交媒體平台進行直播。

## 國際運動

### 澳大利亚
1978年，澳大利亚首次舉行夜晚反暴行遊行，首先在珀斯和悉尼舉行，墨爾本於1979年首次舉行。

### 印度
針對2012年德里強姦案和謀殺案的回應，印度舉行「奪回夜晚」的活動。2017年，來自印度二十個城市的數百名婦女參加對班加羅爾元旦節集體性騷擾事件的抗議遊行。

### 斯洛文尼亞
2017年11月24日，在卢布尔雅那舉行一次夜晚反暴行抗議。

### 美國
1978年，美國首次舉行夜晚反暴行遊行。來自50個州的5000名婦女穿過三藩市的紅燈區遊行。

## 文化影響
這次遊行啟發一部名為《最黑暗的角落》（英語：The Darkest Corners）的戲劇作品。演出在利茲管理的紅燈區邊緣的一個室外停車場舉行。

## 批評
根據芬恩·麥凱的說法，在1977年的首次活動後不久，對夜晚反暴行活動提出種族主義指控。有批評者聲稱，原始的遊行「有意無意地選擇許多黑人和少數民族社區的城市路線；要求加強警力；並將黑人男性與強姦罪做聯繫。」然而，對最初的夜晚反暴行抗議的檢查並沒有發現支持這些指控的證據。

## 延伸閱讀
- 通过环境设计预防犯罪
- 公共安全
- 安全照明（英语：Security lighting）
- 蕩婦遊行
- 收回夜晚（英语：Take Back the Night (organization)）
- 未關之姐妹（英语：Sisters Uncut）

## 外部鏈接
- 官方網站 （页面存档备份，存于）（英文）
- 電影：《奪回夜晚，貝爾法斯特—1987 （页面存档备份，存于）》（英文）